# Lacaugne
Lacaugne est une commune française située dans le centre du département de la Haute-Garonne en région Occitanie.
Sur le plan historique et culturel, la commune est dans le Volvestre, constitué des vallées de l'Arize et du Volp, proche de la vallée de la Garonne, situé au sud de Toulouse et en partie nord du Couserans. Exposée à un climat océanique altéré, elle est drainée par l'Aunat, le Eaudonne et par divers autres petits cours d'eau.
Lacaugne est une commune rurale qui compte 244 habitants en 2022, après avoir connu une forte hausse de la population depuis 1975. Elle fait partie de l'aire d'attraction de Toulouse. Ses habitants sont appelés les Laucagnais ou  Laucagnaises.

## Géographie

### Localisation
La commune de Lacaugne se trouve dans le département de la Haute-Garonne, en région Occitanie.
Elle se situe à 38 km à vol d'oiseau de Toulouse, préfecture du département, à 20 km de Muret, sous-préfecture, et à 18 km d'Auterive, bureau centralisateur du canton d'Auterive dont dépend la commune depuis 2015 pour les élections départementales.
La commune fait en outre partie du bassin de vie de Carbonne.
Les communes les plus proches sont : 
Montgazin (3,7 km), Marquefave (3,9 km), Carbonne (4,4 km), Mailholas (4,6 km), Latrape (4,9 km), Capens (5,7 km), Saint-Sulpice-sur-Lèze (6,2 km), Lézat-sur-Lèze (6,3 km).
Sur le plan historique et culturel, Lacaugne fait partie du Volvestre, constitué des vallées de l'Arize et du Volp, proche de la vallée de la Garonne, situé au sud de Toulouse et en partie nord du Couserans.
Lacaugne est limitrophe de cinq autres communes donc une dans le département de l'l'Ariège.
Les communes limitrophes sont Lézat-sur-Lèze, Carbonne, Latrape, Marquefave et Montgazin.
|          | Marquefave | Montgazin               |
| Carbonne | Lacaugne   | Lézat-sur-Lèze (Ariège) |
|          | Latrape    |                         |

### Géologie et relief
La superficie de la commune de Lacaugne est de 606 hectares ; son altitude varie de 223  à   333 mètres.

### Hydrographie

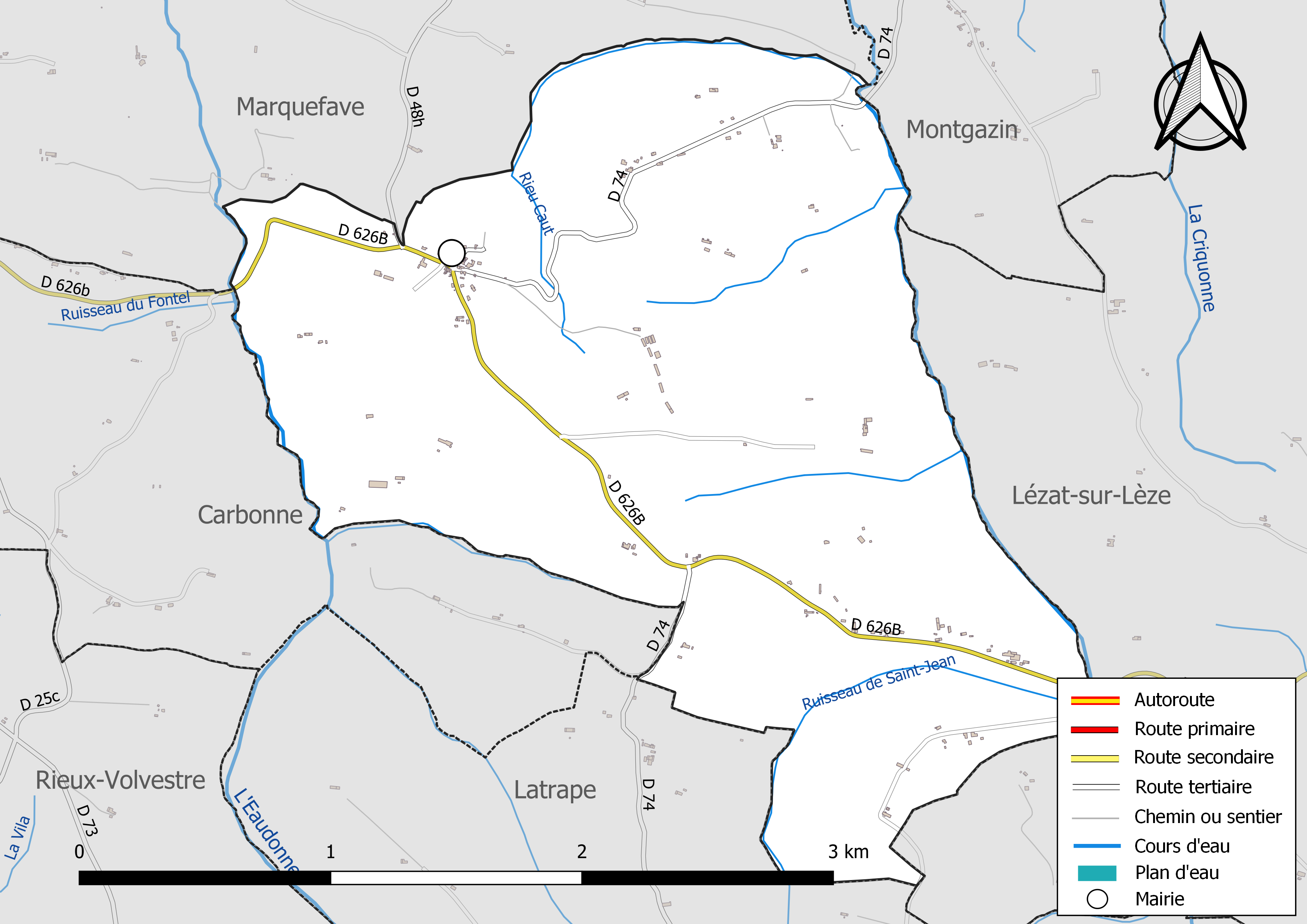
Réseaux hydrographique et routier de Lacaugne.

La commune est dans le bassin de la Garonne, au sein du bassin hydrographique Adour-Garonne. Elle est drainée par l'Aunat, l'Eaudonne, Rieu Caut, le ruisseau de Saint-Jean et par divers petits cours d'eau, constituant un réseau hydrographique de 9 km de longueur totale,.
L'Aunat, d'une longueur totale de 21,7 km, prend sa source dans la commune de Sieuras (09) et s'écoule vers le nord. Il traverse la commune et se jette dans la Garonne à Montaut, après avoir traversé 13 communes.
L'Eaudonne, d'une longueur totale de 10,8 km, prend sa source dans la commune de Latrape et s'écoule vers le nord. Il traverse la commune et se jette dans la Garonne à Marquefave, après avoir traversé 5 communes.

### Climat
Pour des articles plus généraux, voir Climat de l'Occitanie et Climat de la Haute-Garonne.
En 2010, le climat de la commune est de type climat du Bassin du Sud-Ouest, selon une étude s'appuyant sur une série de données couvrant la période 1971-2000. En 2020, Météo-France publie une typologie des climats de la France métropolitaine dans laquelle la commune est exposée à un climat océanique altéré et est dans la région climatique Aquitaine, Gascogne, caractérisée par une pluviométrie abondante au printemps, modérée en automne, un faible ensoleillement au printemps, un été chaud (19,5 °C), des vents faibles, des brouillards fréquents en automne et en hiver et des orages fréquents en été (15 à 20 jours).
Pour la période 1971-2000, la température annuelle moyenne est de 12,8 °C, avec une amplitude thermique annuelle de 15,5 °C. Le cumul annuel moyen de précipitations est de 785 mm, avec 9,5 jours de précipitations en janvier et 5,9 jours en juillet. Pour la période 1991-2020, la température moyenne annuelle observée sur la station météorologique la plus proche, située sur la commune de Lherm à 17 km à vol d'oiseau, est de 13,6 °C et le cumul annuel moyen de précipitations est de 620,4 mm,. Pour l'avenir, les paramètres climatiques de la commune estimés pour 2050 selon différents scénarios d'émission de gaz à effet de serre sont consultables sur un site dédié publié par Météo-France en novembre 2022.

### Milieux naturels et biodiversité
Aucun espace naturel présentant un intérêt patrimonial n'est recensé sur la commune dans l'inventaire national du patrimoine naturel,,.

## Urbanisme

### Typologie
Au 1er janvier 2024, Lacaugne est catégorisée commune rurale à habitat très dispersé, selon la nouvelle grille communale de densité à sept niveaux définie par l'Insee en 2022.
Elle est située hors unité urbaine. Par ailleurs la commune fait partie de l'aire d'attraction de Toulouse, dont elle est une commune de la couronne,. Cette aire, qui regroupe 527 communes, est catégorisée dans les aires de 700 000 habitants ou plus (hors Paris),.

### Occupation des sols

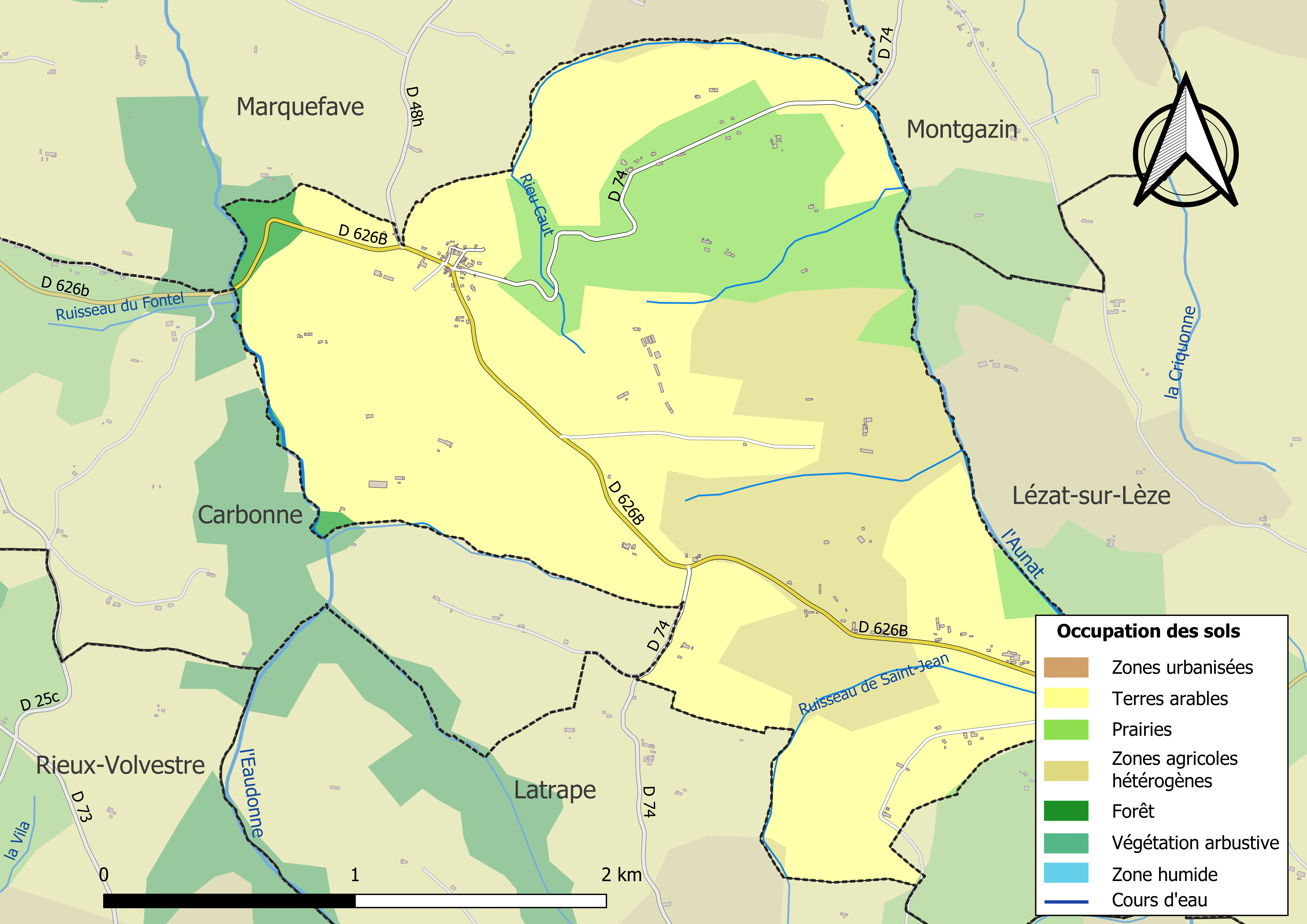
Carte des infrastructures et de l'occupation des sols de la commune en 2018 (CLC).

L'occupation des sols de la commune, telle qu'elle ressort de la base de données européenne d’occupation biophysique des sols Corine Land Cover (CLC), est marquée par l'importance des territoires agricoles (98,8 % en 2018), une proportion identique à celle de 1990 (98,8 %). La répartition détaillée en 2018 est la suivante : 
terres arables (77,4 %), zones agricoles hétérogènes (20,7 %), forêts (1,2 %), prairies (0,7 %). L'évolution de l’occupation des sols de la commune et de ses infrastructures peut être observée sur les différentes représentations cartographiques du territoire : la carte de Cassini (XVIIIe siècle), la carte d'état-major (1820-1866) et les cartes ou photos aériennes de l'IGN pour la période actuelle (1950 à aujourd'hui).

### Voies de communication et transports
Accès avec les routes départementales D 74 et D 626B et les lignes régulières de transport interurbain réseau Arc-en-ciel (anciennement SEMVAT). La gare de Carbonne sur la ligne Toulouse - Bayonne est la gare la plus proche.

### Risques majeurs
Le territoire de la commune de Lacaugne est vulnérable à différents aléas naturels : météorologiques (tempête, orage, neige, grand froid, canicule ou sécheresse), inondations et séisme (sismicité faible). Un site publié par le BRGM permet d'évaluer simplement et rapidement les risques d'un bien localisé soit par son adresse soit par le numéro de sa parcelle.
Certaines parties du territoire communal sont susceptibles d’être affectées par le risque d’inondation par débordement de cours d'eau, notamment l'Aunat. La commune a été reconnue en état de catastrophe naturelle au titre des dommages causés par les inondations et coulées de boue survenues en 1982, 1999, 2000, 2007, 2009 et 2018,.

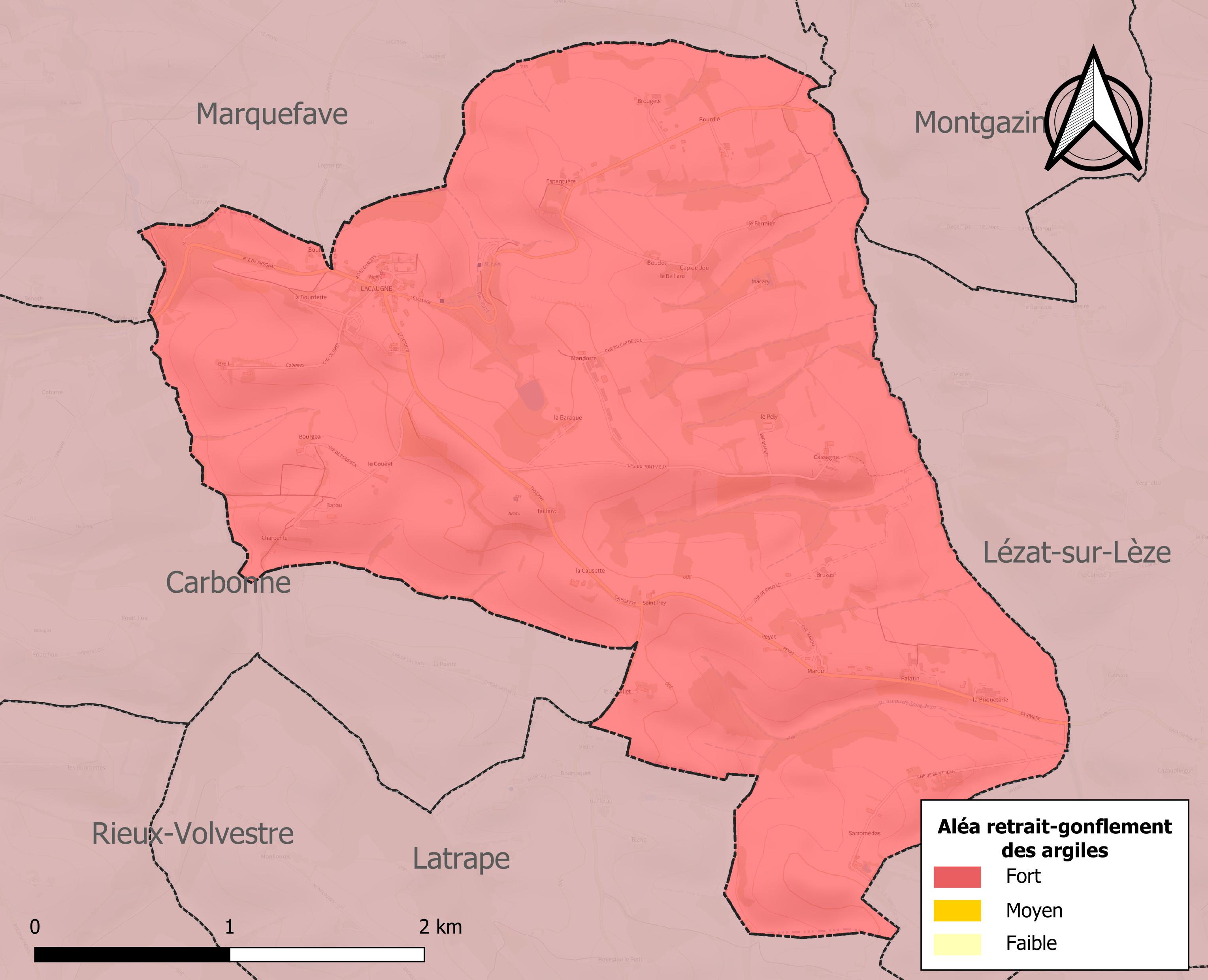
Carte des zones d'aléa retrait-gonflement des sols argileux de Lacaugne.

Le retrait-gonflement des sols argileux est susceptible d'engendrer des dommages importants aux bâtiments en cas d’alternance de périodes de sécheresse et de pluie. La totalité de la commune est en aléa moyen ou fort (88,8 % au niveau départemental et 48,5 % au niveau national). Sur les 95 bâtiments dénombrés sur la commune en 2019, 95 sont en aléa moyen ou fort, soit 100 %, à comparer aux 98 % au niveau départemental et 54 % au niveau national. Une cartographie de l'exposition du territoire national au retrait gonflement des sols argileux est disponible sur le site du BRGM,.
Par ailleurs, afin de mieux appréhender le risque d’affaissement de terrain, l'inventaire national des cavités souterraines permet de localiser celles situées sur la commune.
Concernant les mouvements de terrains, la commune a été reconnue en état de catastrophe naturelle au titre des dommages causés par la sécheresse en 1989, 1992, 2003 et 2016 et par des mouvements de terrain en 1999.

## Histoire
À partir du moyen Âge jusqu'à sa disparition en 1790 pendant la Révolution française, Lacaugne faisait partie du diocèse de Rieux

### Héraldique
| Blason de Lacaugne | Blason  | De gueules à quatre otelles d'argent adossées deux à deux posées en sautoir. |
| Blason de Lacaugne | Détails | Blason sur le site de la Communauté de Communes Volvestre                    |

## Politique et administration

### Administration municipale
Le nombre d'habitants au recensement de 2017 étant compris entre 100 habitants et 500 habitants, le nombre de membres du conseil municipal pour l'élection de 2020 est de onze,.

### Rattachements administratifs et électoraux
Commune faisant partie de la septième circonscription de la Haute-Garonne de la communauté de communes du Volvestre et du canton d'Auterive (avant le redécoupage départemental de 2014, Lacaugne faisait partie de l'ex-canton de Rieux-Volvestre).

### Liste des maires
| Période                                  | Période  | Identité                 | Étiquette | Qualité                             |
| ---------------------------------------- | -------- | ------------------------ | --------- | ----------------------------------- |
| Les données manquantes sont à compléter. |          |                          |           |                                     |
| avant 1988                               | ?        | Jean Dejean              | PS        |                                     |
| juin 1995                                | 2014     | Françoise Dedieu-Casties | Les Verts | Vice-présidente du conseil régional |
| 2014                                     | En cours | Jean-Marc Esquirol       | SE        | Professeur                          |

## Population et société

### Démographie
L'évolution du nombre d'habitants est connue à travers les recensements de la population effectués dans la commune depuis 1793. Pour les communes de moins de 10 000 habitants, une enquête de recensement portant sur toute la population est réalisée tous les cinq ans, les populations de référence des années intermédiaires étant quant à elles estimées par interpolation ou extrapolation. Pour la commune, le premier recensement exhaustif entrant dans le cadre du nouveau dispositif a été réalisé en 2004.

En 2022, la commune comptait 244 habitants, en évolution de +18,45 % par rapport à 2016 (Haute-Garonne : +8,02 %, France hors Mayotte : +2,11 %).
| 1793 | 1800 | 1806 | 1821 | 1831 | 1836 | 1841 | 1846 | 1851 |
| ---- | ---- | ---- | ---- | ---- | ---- | ---- | ---- | ---- |
| 253  | 273  | 277  | 341  | 368  | 352  | 411  | 400  | 394  |

| 1856 | 1861 | 1866 | 1872 | 1876 | 1881 | 1886 | 1891 | 1896 |
| ---- | ---- | ---- | ---- | ---- | ---- | ---- | ---- | ---- |
| 413  | 392  | 383  | 359  | 372  | 331  | 305  | 303  | 291  |

| 1901 | 1906 | 1911 | 1921 | 1926 | 1931 | 1936 | 1946 | 1954 |
| ---- | ---- | ---- | ---- | ---- | ---- | ---- | ---- | ---- |
| 281  | 303  | 306  | 230  | 215  | 206  | 201  | 173  | 164  |

| 1962 | 1968 | 1975 | 1982 | 1990 | 1999 | 2004 | 2006 | 2009 |
| ---- | ---- | ---- | ---- | ---- | ---- | ---- | ---- | ---- |
| 144  | 154  | 149  | 179  | 170  | 168  | 185  | 197  | 189  |

| 2014 | 2019 | 2022 | - | - | - | - | - | - |
| ---- | ---- | ---- | - | - | - | - | - | - |
| 206  | 241  | 244  | - | - | - | - | - | - |

| selon la population municipale des années : | 1968 | 1975 | 1982 | 1990 | 1999 | 2006 | 2009 | 2013 |
| Rang de la commune dans le département      | 431  | 342  | 390  | 378  | 383  | 380  | 399  | 391  |
| Nombre de communes du département           | 592  | 582  | 586  | 588  | 588  | 588  | 589  | 589  |

### Enseignement
Lacaugne fait partie de l'académie de Toulouse.
L'éducation est assurée par un regroupement pédagogique intercommunal sur les communes de Marquefave (maternelle & primaire) et sur la commune (CM1 & CM2), l'enseignement secondaire se fait au Collège de Carbonne. Un service de ramassage scolaire y est assuré.

### Culture et festivités
MAE : Maison de l'Artisanat et de l'Environnement.

### Activités sportives
Chasse, pétanque, Pêche,

### Écologie et recyclage
La collecte et le traitement des déchets des ménages et des déchets assimilés ainsi que la protection et la mise en valeur de l'environnement se font dans le cadre de la communauté de communes du Volvestre.
Il existe une déchèterie sur la commune de Carbonne en limite de la commune de Peyssies.

## Économie

### Revenus
En 2018  (données Insee publiées en septembre 2021), la commune compte 97 ménages fiscaux, regroupant 241 personnes. La médiane du revenu disponible par unité de consommation est de 19 760 € (23 140 € dans le département).

### Emploi
|                | 2008  | 2013   | 2018   |
| -------------- | ----- | ------ | ------ |
| Commune        | 3,9 % | 12,3 % | 12,2 % |
| Département    | 7,7 % | 9,6 %  | 9,3 %  |
| France entière | 8,3 % | 10 %   | 10 %   |

En 2018, la population âgée de 15 à 64 ans s'élève à 148 personnes, parmi lesquelles on compte 80,1 % d'actifs (67,9 % ayant un emploi et 12,2 % de chômeurs) et 19,9 % d'inactifs,. En  2018, le taux de chômage communal (au sens du recensement) des 15-64 ans est supérieur à celui du département et de la France, alors qu'en 2008 la situation était inverse.
La commune fait partie de la couronne de l'aire d'attraction de Toulouse, du fait qu'au moins 15 % des actifs travaillent dans le pôle,. Elle compte 29 emplois en 2018, contre 25 en 2013 et 26 en 2008. Le nombre d'actifs ayant un emploi résidant dans la commune est de 106, soit un indicateur de concentration d'emploi de 27,6 % et un taux d'activité parmi les 15 ans ou plus de 66,5 %.
Sur ces 106 actifs de 15 ans ou plus ayant un emploi, 11 travaillent dans la commune, soit 11 % des habitants. Pour se rendre au travail, 92,9 % des habitants utilisent un véhicule personnel ou de fonction à quatre roues, 3,6 % les transports en commun, 1,8 % s'y rendent en deux-roues, à vélo ou à pied et 1,8 % n'ont pas besoin de transport (travail au domicile).

### Activités hors agriculture
14 établissements sont implantés  à Lacaugne au 31 décembre 2019.
Le secteur des activités spécialisées, scientifiques et techniques et des activités de services administratifs et de soutien est prépondérant sur la commune puisqu'il représente 28,6 % du nombre total d'établissements de la commune (4 sur les 14 entreprises implantées  à Lacaugne), contre 19,8 % au niveau départemental.

### Agriculture
|               | 1988 | 2000 | 2010 | 2020 |
| ------------- | ---- | ---- | ---- | ---- |
| Exploitations | 18   | 11   | 8    | 8    |
| SAU (ha)      | 431  | 394  | 411  | 418  |

La commune est dans le Volvestre, une petite région agricole localisée dans l'est du département de la Haute-Garonne, constituée de collines de terrefort à fortes pentes autrefois consacrées à l’élevage s’orientent aujourd’hui vers les grandes cultures. En 2020, l'orientation technico-économique de l'agriculture  sur la commune est la polyculture et/ou le polyélevage. Huit exploitations agricoles ayant leur siège dans la commune sont dénombrées lors du recensement agricole de 2020 (18 en 1988). La superficie agricole utilisée est de 418 ha,,.

## Culture locale et patrimoine

### Lieux et monuments

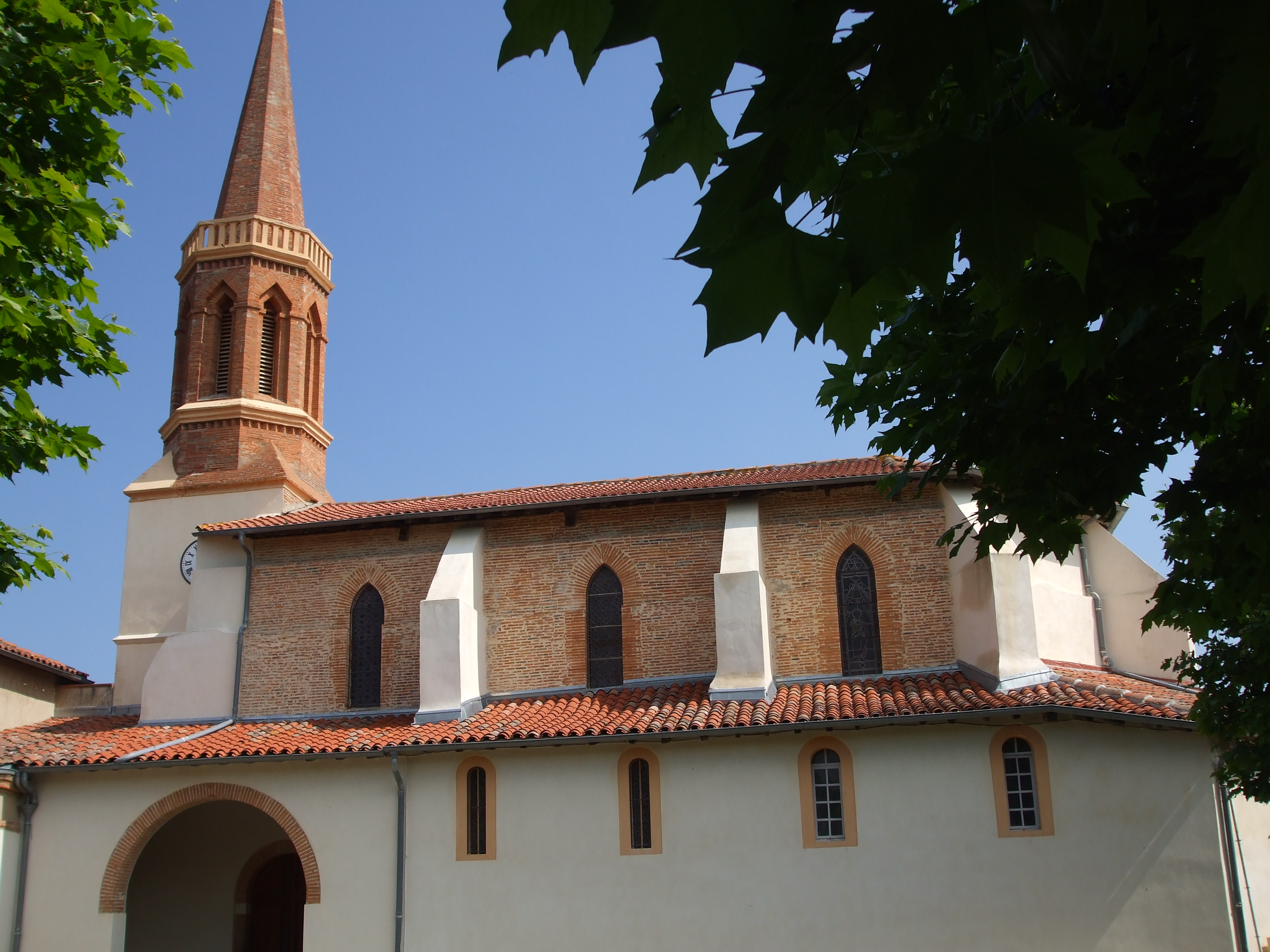
L’église.

- Église Sainte-Madeleine.
- Moulin à vent
- Étang de Lacaugne

## Pour approfondir